# 소금하
소금하(小錦下)는 일본의 덴지 천황 3년 2월 9일 즉, 664년~685년까지 일본의 관위이다. 26개 관위 중에 12위이다.

## 같이 보기
- 일본서기